# ANIMATION DERBY
「ANIMATION DERBY」（アニメーションダービー）は、2017年11月22日からリリースされている『ウマ娘 プリティーダービー』のキャラクターソングCDシリーズ。

## 概要
テレビアニメ『ウマ娘 プリティーダービー』と連動したキャラクターソングシリーズ。発売元はランティス
2021年2月24日からは第2期放送に合わせ、「ANIMATION DERBY Season 2」が展開され、2023年11月1日からは第3期放送に合わせ、「ANIMATION DERBY Season 3」が展開された。

## 無印

### 00 ENDLESS DREAM!!
2017年11月22日発売。同年7月に行われたウマ娘 1st EVENT「Special Weekend!」で初披露された楽曲「ENDLESS DREAM!!」を収録。
収録曲
1. ENDLESS DREAM!!
作詞：磯谷佳江 作曲：Cygames (内田哲也) 編曲：Cygames (内田哲也)・滝澤俊輔 (TRYTONELABO)、歌：スペシャルウィーク（和氣あず未）、サイレンススズカ（高野麻里佳）、トウカイテイオー（Machico）
ゲームでは阪神ジュベナイルフィリーズ、朝日杯フューチュリティステークス、ホープフルステークス、全日本ジュニア優駿のいずれかで勝つことで本曲が解放される。
2. ENDLESS DREAM!! (スペシャルウィーク ver.)
歌：スペシャルウィーク（和氣あず未）
3. ENDLESS DREAM!! (サイレンススズカ ver.)
歌：サイレンススズカ（高野麻里佳）
4. ENDLESS DREAM!! (トウカイテイオー ver.)
歌：トウカイテイオー（Machico）
5. ENDLESS DREAM!!（Off Vocal）

### 01 Make debut!
2018年4月25日発売。テレビアニメ第1期オープニングテーマ「Make debut!」、第1話挿入歌「七色の景色」を収録。
収録曲
1. Make debut!
作詞・作曲：新田目駿、編曲：新田目駿・廣澤優也、歌：スピカ
テレビアニメ第1期オープニングテーマ。ゲームではGⅡ以下のレースで勝つことで本曲が解放される。
2. 七色の景色
作詞・作曲：瀧田綺美、編曲：中西亮輔、歌：サイレンススズカ（高野麻里佳）
テレビアニメ第1期第1話挿入歌。
3. Make debut!（Off Vocal）
4. ENDLESS DREAM!!（Off Vocal）

### 02 グロウアップ・シャイン!
2018年5月9日発売。
収録曲
1. グロウアップ・シャイン!
作詞：真崎エリカ、作曲：桑原聖 (Arte Refact)　編曲：酒井拓也 (Arte Refact)、歌：スピカ
テレビアニメ第1期エンディングテーマ。
2. ありがとう、神様
作詞：Apis (TRYTONELABO)、作曲・編曲：Lucas (TRYTONELABO)、歌：スペシャルウィーク（和氣あず未）
テレビアニメ第1期第5話挿入歌。
3. グロウアップ・シャイン！（Off Vocal）
4. ありがとう、神様（Off Vocal）

### 03 Special Record!/Find My Only Way
2018年7月25日発売。
収録曲
1. Special Record!
作詞･作曲：新田目駿、編曲：廣澤優也・谷ナオキ・新田目駿、歌：スペシャルウィーク (和氣あず未)、サイレンススズカ (高野麻里佳)、トウカイテイオー (Machico)、ウオッカ (大橋彩香)、ダイワスカーレット (木村千咲)、ゴールドシップ (上田瞳)、メジロマックイーン (大西沙織)、エルコンドルパサー (高橋未奈美)、グラスワンダー (前田玲奈)、シンボリルドルフ (田所あずさ)、エアグルーヴ (青木瑠璃子)、ヒシアマゾン (巽悠衣子)、フジキセキ (松井恵理子)、マルゼンスキー (Lynn)、テイエムオペラオー (徳井青空)、ビワハヤヒデ (近藤唯)、ナリタブライアン (相坂優歌)、オグリキャップ (高柳知葉)
テレビアニメ第1期第13話挿入歌。ゲームでは大阪杯、エリザベス女王杯、ジャパンカップ、宝塚記念のいずれかで勝つことで本曲が解放される。
2. Find My Only Way
作詞：真崎エリカ、作曲：新田目翔、編曲：田熊知存、歌：スピカ
テレビアニメ第1期第12話エンディングテーマ。舞台「ウマ娘 プリティーダービー」〜Sprinters’ Story〜劇中歌。
3. うまぴょい伝説
作詞・作曲・編曲：本田晃弘、歌：スペシャルウィーク (和氣あず未)、サイレンススズカ (高野麻里佳)、トウカイテイオー (Machico)、ウオッカ (大橋彩香)、ダイワスカーレット (木村千咲)、ゴールドシップ (上田瞳)、メジロマックイーン (大西沙織)、エルコンドルパサー (高橋未奈美)、グラスワンダー (前田玲奈)、シンボリルドルフ (田所あずさ)、タイキシャトル（大坪由佳）、エアグルーヴ (青木瑠璃子)、ヒシアマゾン (巽悠衣子)、フジキセキ (松井恵理子)、マルゼンスキー (Lynn)、テイエムオペラオー (徳井青空)、ビワハヤヒデ (近藤唯)、ナリタブライアン (相坂優歌)、オグリキャップ (高柳知葉) 、スーパークリーク (優木かな)、タマモクロス (大空直美)、イナリワン (井上遥乃)、ウイニングチケット (渡部優衣)、メジロライアン (土師亜文)、メジロドーベル (久保田ひかり)、ナイスネイチャ (前田佳織里)、エイシンフラッシュ (藤野彩水)、マチカネフクキタル (新田ひより)、メイショウドトウ (和多田美咲)
テレビアニメ第1期第13話エンディングテーマ。
4. Special Record!（Off Vocal）
5. Find My Only Way（Off Vocal）

### 04 Original Soundtrack
2018年8月1日発売。アニメ第1期の劇中BGMを集めたサウンドトラック。CD2枚組。劇伴担当はUTAMARO movement。
収録曲
Disc1
1. ゲートは今ひらく
2. 出遅れスタート
3. 蹄鉄、強く軽やかに
4. 勝利をこの手に
5. 心臓破りの坂
6. 芦毛、遥か彼方に
7. ファンファーレは君に降り注ぐ
8. 脚取りは重く
9. とにかく脚を回せ
10. 黒鹿毛、風に揺れる
11. 勝利の女神も夢中にさせるよ
12. 星空の下、ひとり
13. 寂しくなんかなかった
14. 今日も頑張る黒鹿毛少女
15. あなたがいるから
16. ウマ娘心と秋の空
17. 明日はきっとウマくいく
18. 一体どうして
19. 天高く、ウマ娘燃ゆる青春
20. 強がりを強さに
21. やるしかないんだ
22. やるときはやるんだ
23. 今すぐStep it!
24. 憧れの君へ
25. 神メ雄壮
26. ウマ娘、日々是成長!
27. 集まればバ耳東風
28. 便箋は楽しげに語る
29. にんじんの雲
30. 唯一抜きん出て並ぶ者なし
31. 飛び込め!
32. 逃げ足も速いのね
33. 鹿の蹄の垢
34. つける薬はない
35. せめぎ合う二人
36. ウマが合う二人
37. いずれバ脚を現す
38. 沈黙
39. 響け、ファンファーレ!
40. そんなこともある
41. いいことだってある
42. 明日につなげて
43. ウマ娘の歴史
44. はじめての景色
45. 大事なお知らせ
46. ときには無邪気に遊びたい
47. 大丈夫だから
48. ずっと夢見てたから
49. 夢のゲートはいま開く
50. 未来へのファンファーレ

Disc2
1. Make debut! (TV Size)
2. グロウアップ・シャイン! (TV Size)
3. 七色の景色 (TV Edit)
4. ENDLESS DREAM!! (Short Size)
5. 恋はダービー☆ (TV Edit) 
作詞：Cygames (corochi)、作曲：Cygames (本田晃弘)、編曲：中西亮輔、歌：トウカイテイオー (Machico)
6. ありがとう、神様 (TV Size)
7. Silent Star (TV Size) 
作詞：Cygames (corochi)、作曲・編曲：田中秀和 (MONACA)、歌：サイレンススズカ (高野麻里佳)
8. SEVEN (TV Edit)
作詞：Apis (TRYTONELABO)　作曲・編曲：TAKT (TRYTONELABO)、歌：シンボリルドルフ (田所あずさ)
9. Find My Only Way (TV Size)
10. Special Record! (TV Size)
11. うまぴょい伝説 (TV Size)

### 05
2018年9月12日発売。過去の「STARTING GATE」シリーズより、チーム〈スピカ〉所属ウマ娘のソロ曲をピックアップして収録。
収録曲
1. わたしの印は大本命◎
作詞・作曲：俊龍、編曲：Sizuk、歌：スペシャルウィーク（和氣あず未）
2. 恋はダービー☆
3. CATCH THE VICTORY
作詞：結城アイラ、作曲・編曲：向井健太、歌：ウオッカ（大橋彩香）
4. Rising Girl
作詞：中村彼方、作曲・編曲：中土智博、歌：ダイワスカーレット（木村千咲）
5. Goal To My SHIP
作詞：真崎エリカ、作曲・編曲：佐々倉有吾、歌：ゴールドシップ（上田瞳）
6. Waiting for Tomorrow
作詞：中村彼方、作曲・編曲：中土智博、歌：メジロマックイーン（大西沙織）
7. Silent Star
8. Special Record!
歌：スピカ
9. うまぴょい伝説
歌：トレーナー (沖野晃司)

### 06
2018年9月26日発売。過去の「STARTING GATE」シリーズより、チーム〈リギル〉所属ウマ娘のソロ曲をピックアップして収録。
収録曲
1. 禁断Burning Heart
作詞・作曲・編曲：Cygames（本田晃弘）、歌：マルゼンスキー（Lynn）
2. SEVEN
作詞：Apis（TRYTONELABO）、作曲・編曲：TAKT（TRYTONELABO）、歌：シンボリルドルフ（田所あずさ）
3. 手綱と絆
作詞・作曲・編曲：松坂康司、歌：ビワハヤヒデ（近藤唯）
4. シャドーロールの誓い
作詞・作曲・編曲：Haggy Rock、歌：ナリタブライアン（相坂優歌）
5. DREAM JACK
作詞：白鷺雪兎、作曲：小高光太郎・UiNA、編曲：藤井亮太、歌：フジキセキ（松井恵理子）
6. 鳥かごのロンリーバード
作詞：S-KEY-A、作曲・編曲：石井健太郎、歌：ヒシアマゾン（巽悠衣子）
7. EMPRESS GAME
作詞：朝倉路 作曲・編曲：渡部チェル、歌：エアグルーヴ（青木瑠璃子）
8. Special Record!
歌：マルゼンスキー（Lynn）、シンボリルドルフ（田所あずさ）、ビワハヤヒデ（近藤唯）、ナリタブライアン（相坂優歌）、フジキセキ（松井恵理子）、ヒシアマゾン（巽悠衣子）、エアグルーヴ（青木瑠璃子）
9. うまぴょい伝説
歌：東条ハナ (豊口めぐみ)

### 07
2018年9月12日発売。過去の「STARTING GATE」シリーズより、スペシャルウィークのライバル7名をピックアップして収録。
収録曲
1. unbreakable
作詞：中村彼方、作曲・編曲：田村ジュン、歌：オグリキャップ（高柳知葉）
2. 直感ノープロブレム!
作詞：磯谷佳江、作曲：光増ハジメ、編曲：三谷秀甫、歌：タイキシャトル（大坪由佳）
3. Secret GRADUATION
作詞：真崎エリカ、作曲・編曲：渡邉俊彦、歌：グラスワンダー（前田玲奈）
4. 気まぐれTuning Heart
作詞：Soflan Daichi、作曲・編曲：高田暁、歌：セイウンスカイ（鬼頭明里）
5. L's Surprise!!
作詞：真崎エリカ、作曲：太田貴之、編曲：板垣祐介、歌：エルコンドルパサー（高橋未奈美）
6. 今日もウララかケセラセラ！
作詞：真崎エリカ、作曲・編曲：佐々倉有吾、歌：ハルウララ（首藤志奈）
7. 帝笑歌劇〜讃えよ永久に〜
作詞：松井洋平、作曲：藤末樹、編曲：三谷秀甫、歌：テイエムオペラオー（徳井青空）
8. Special Record!
歌：エルコンドルパサー (高橋未奈美)、グラスワンダー (前田玲奈)、セイウンスカイ (鬼頭明里)、ハルウララ (首藤志奈)、タイキシャトル (大坪由佳)、テイエムオペラオー (徳井青空)、オグリキャップ (高柳知葉)
9. うまぴょい伝説
歌：実況の赤坂さん (明坂聡美)

## Season 2

### vol.1 ユメヲカケル!
2021年2月24日発売。
収録曲
1. ユメヲカケル!
作詞：マイクスギヤマ、作曲・編曲：東大路憲太、歌：スピカ
テレビアニメ第2期オープニングテーマ。ゲームではアニメ2期コラボイベント「Brand-new Friend」第1話を閲覧することで本曲が解放される。
2. winning the soul
作詞・作曲・編曲：宮崎誠、歌：トウカイテイオー (Machico)
テレビアニメ第2期第1話挿入歌。ゲームでは皐月賞、日本ダービー、菊花賞のいずれかで勝つことで本曲が解放される。
3. ユメヲカケル!（Off Vocal）
4. winning the soul（Off Vocal）

### vol.2 木漏れ日のエール
2021年3月10日発売。
収録曲
1. 木漏れ日のエール
作詞：真崎エリカ、作曲：本多友紀（Arte Refact）、編曲：河合泰志（Arte Refact）、歌：トウカイテイオー (Machico)、メジロマックイーン（大西沙織）
テレビアニメ第2期エンディングテーマ。
2. ささやかな祈り
作詞：宮嶋淳子(SUPA LOVE)、作曲：成本智美(SUPA LOVE)、編曲：賀佐泰洋(SUPA LOVE)、歌：ライスシャワー(石見舞菜香)
テレビアニメ第2期第7話エンディングテーマ。ゲームではメインストーリー第2章をクリアすることで本曲が解放される。
3. 木漏れ日のエール（Off Vocal）
4. ささやかな祈り（Off Vocal）

### vol.3 Original Soundtrack
2021年3月31日発売。アニメ第2期の劇中BGMを集めたサウンドトラック。CD2枚組。劇伴担当はUTAMARO movement。
収録曲
Disc1
1. 先に行くね
2. 憧憬の眼差しで
3. 昨日と今と、これからと
4. 無敗か、連覇か。
5. 約束
6. それは走る為の脚だ!
7. 景色の中に見た願い
8. 希望の光
9. 競い合うライバルたち
10. 当たるも八卦、当たらぬも八卦
11. 集まれ!輝く個性
12. 黒い刺客
13. 無敗と、連覇と。
14. 運命のターフ
15. 迷いのレース
16. それぞれのエール
17. 走らない理由
18. 追いつけない背中
19. 遠ざかる夢たち
20. みんな、本当にありがとう。
21. 奇跡の大舞台
22. まだ誰も知らない明日へ
23. 約束 (Music Box Ver.)

Disc2
1. ユメヲカケル!(TV Size)
2. 木漏れ日のエール (TV Size)
3. winning the soul (TV Size)
4. ささやかな祈り (TV Size)
5. 願いのカタチ
作詞・作曲：原田 篤 (Arte Refact) 　編曲：脇 眞富 (Arte Refact)、歌：トウカイテイオー(Machico)
6. 木漏れ日のエール(TV Size)[12話Ver.]
7. ユメヲカケル! (TV Size)[13話Ver.]
歌：トウカイテイオー (Machico)、ビワハヤヒデ (近藤唯)、ナイスネイチャ (前田佳織里)
8. うまぴょい伝説 (TV Size)
歌：スペシャルウィーク (和氣あず未)、サイレンススズカ (高野麻里佳)、トウカイテイオー (Machico)、ウオッカ (大橋彩香)、ダイワスカーレット (木村千咲)、ゴールドシップ (上田瞳)、メジロマックイーン (大西沙織)、シンボリルドルフ (田所あずさ)、ナイスネイチャ (前田佳織里)、ツインターボ (花井美春)、イクノディクタス (田澤茉純)、マチカネタンホイザ (遠野ひかる)、メジロパーマー (のぐちゆり)、ダイタクヘリオス (山根綺)、ミホノブルボン (長谷川育美)、ライスシャワー (石見舞菜香)、ビワハヤヒデ (近藤唯)、ナリタタイシン (渡部恵子)、ウイニングチケット (渡部優衣)、キタサンブラック (矢野妃菜喜)、サトノダイヤモンド (立花日菜)、マルゼンスキー (Lynn)、マヤノトップガン (星谷美緒)、ヒシアケボノ (松嵜麗)、エアグルーヴ (青木瑠璃子)、マチカネフクキタル (新田ひより)、メイショウドトウ (和多田美咲)、セイウンスカイ (鬼頭明里)、グラスワンダー (前田玲奈)、エルコンドルパサー (髙橋ミナミ)、サクラバクシンオー (三澤紗千香)、メジロライアン (土師亜文)、メジロドーベル (久保田ひかり)、ナリタブライアン (衣川里佳)
9. Enjoy and Join
作詞・作曲・編曲：新田目駿(HANO)、歌：ミホノブルボン(長谷川育美)、セイウンスカイ(鬼頭明里)、アグネスタキオン(上坂すみれ)、テイエムオペラオー(徳井青空)、エアシャカール(津田美波)、ゴールドシップ(上田瞳)、ナリタタイシン(渡部恵子)
OVA「BNWの誓い」エンディングテーマ。
10. はちみーのうた
作詞・作曲・編曲：Machico、歌：トウカイテイオー(Machico)
テレビアニメ第2期第3話挿入歌。

## Season 3

### vol.1 ソシテミンナノ
2023年11月1日発売。
収録曲
1. ソシテミンナノ
作詞：椎名宇伊 (Cygames）・本田晃弘 (Cygames)、作曲：本田晃弘 (Cygames)・Lucas Nainemoutou (Cygames)・千葉梓 (Cygames)、編曲：東大路憲太、下智子、伊禮完 (Cygames)、歌：キタサンブラック (矢野妃菜喜)、サトノダイヤモンド (立花日菜)、サトノクラウン (鈴代紗弓)、シュヴァルグラン (夏吉ゆうこ)、サウンズオブアース (MAKIKO)、ドゥラメンテ (秋奈)
テレビアニメ第3期オープニングテーマ。
2. ロストシャイン
作詞：真崎エリカ、作曲：本多友紀 (Arte Refact)、編曲：水野谷怜 (Arte Refact)、歌：キタサンブラック (矢野妃菜喜)
テレビアニメ第3期第1話エンディングテーマ。
3. うまぴょい伝説
歌：キタサンブラック (矢野妃菜喜)、サトノダイヤモンド (立花日菜)、サトノクラウン (鈴代紗弓)、シュヴァルグラン (夏吉ゆうこ)、サウンズオブアース (MAKIKO)、ドゥラメンテ (秋奈)
4. ソシテミンナノ（Off Vocal）
5. ロストシャイン（Off Vocal）

### vol.2 アコガレChallenge Dash!!
2023年11月1日発売。
収録曲
1. アコガレChallenge Dash!!
作詞：真崎エリカ、作曲：桑原聖 (Arte Refact)、編曲：酒井拓也 (Arte Refact)、歌：キタサンブラック (矢野妃菜喜)、スピカ
テレビアニメ第3期エンディングテーマ。
2. 空のほほえみ方
作詞：柿沼雅美、作曲・編曲：佐藤厚仁 (Dream Monster)、歌：キタサンブラック (矢野妃菜喜)
テレビアニメ第3期第4話エンディングテーマ。
3. うまぴょい伝説
歌：キタサンブラック (矢野妃菜喜)、スピカ
4. アコガレChallenge Dash!!（Off Vocal）
5. 空のほほえみ方（Off Vocal）

### vol.3 Original Soundtrack
2024年1月10日発売。アニメ第3期の劇中BGMを集めたサウンドトラック。CD2枚組。劇伴担当はUTAMARO movement。
収録曲
Disc1
1. ウマ娘の歴史 -受け継がれるもの-
2. 憧れの舞台、憧れのレース
3. 明朗快活! 人情派ウマ娘
4. いつかなれると思ってた憧れ
5. 決意 -あたしらしく-
6. ホントの気持ち
7. ここがあたしのスタート
8. さぁ、共に美しき音色を!
9. 夢は終わらない
10. ミッション:ハードトレーニング
11. 応援してくれるみんな
12. 私はもっと強くなる
13. 負けない!
14. 消えない何か
15. ぶつかり合う想い
16. ずっと今日のこと覚えていよう
17. 私の一歩先
18. 暮れゆく学園
19. 伸びない脚
20. 葛藤
21. 泥だらけのデッドヒート
22. 駆け抜けた道の先
23. 真面目なアイキャッチ
24. 使われなかったアイキャッチ
25. いよいよだね!
26. いよいよだよ!
27. ジンクスに負けない!
28. ジンクスに負けない!?
29. 消えない何か (じんわりVer.)
30. ちょっと嬉しい何か
31. 私は叶える
32. 次は負けない…!

Disc2
1. 夢のこたえ
作詞：柿沼雅美　作曲・編曲：Aira (Dream Monster)、歌：サトノダイヤモンド (立花日菜)
テレビアニメ第3期第6話エンディングテーマ。
2. 光の後ろ姿
作詞：宮嶋淳子 (SUPA LOVE)　作曲・編曲：池田健仁 (Cygames)、ストリングスアレンジ：市橋卓也 (Cygames)、歌：シュヴァルグラン (夏吉ゆうこ)
テレビアニメ第3期第12話挿入歌。
3. うまぴょい伝説
歌：キタサンブラック (矢野妃菜喜)、サトノダイヤモンド (立花日菜)、サトノクラウン (鈴代紗弓)、シュヴァルグラン (夏吉ゆうこ)、サウンズオブアース (MAKIKO)、ドゥラメンテ (秋奈)、トウカイテイオー(Machico)、メジロマックイーン (大西沙織)、ゴールドシップ (上田瞳)、スペシャルウィーク (和氣あず未)、サイレンススズカ (高野麻里佳)、ウオッカ (大橋彩香)、ダイワスカーレット (木村千咲)、ナイスネイチャ (前田佳織里)、ツインターボ (花井美春)、イクノディクタス (田澤茉純)、マチカネタンホイザ (遠野ひかる)、ロイスアンドロイス (田辺留依)、ヴィルシーナ (奥野香耶)、ヴィブロス (伊藤彩沙)、シンボリルドルフ (田所あずさ)、エアグルーヴ (青木瑠璃子)、ミホノブルボン (長谷川育美)、ライスシャワー (石見舞菜香)、サクラバクシンオー (三澤紗千香)、トーセンジョーダン (鈴木絵理)、マチカネフクキタル (新田ひより)、メイショウドトウ (和多田美咲)、メジロパーマー (のぐちゆり)、ダイタクヘリオス (山根綺)、コパノリッキー (稲垣好)
4. ソシテミンナノ (TV Size)
5. ロストシャイン (TV Size)
6. 空のほほえみ方 (TV Size)
7. 夢のこたえ (TV Size)
8. 光の後ろ姿 (TV Size)
9. ソシテミンナノ (TV Size) [13話Ver.]
歌：キタサンブラック (矢野妃菜喜)、シュヴァルグラン (夏吉ゆうこ)
10. アコガレChallenge Dash!! (TV Size)
11. うまぴょい伝説 (TV Size)

### ユニットメンバー
1. 1 2 3 4 5 6 7 8 9 10 11 12 13 14 15 16  スペシャルウィーク（和氣あず未）、サイレンススズカ（高野麻里佳）、トウカイテイオー（Machico）、ウオッカ（大橋彩香）、ダイワスカーレット（木村千咲）、ゴールドシップ（上田瞳）、メジロマックイーン（大西沙織）